# Columbia (rumfærge)
 For alternative betydninger, se Columbia. (Se også artikler, som begynder med Columbia)
Columbia var den første af USA's fem rumfærger. Columbia blev opsendt første gang den 12. april 1981 på 20-årsdagen for Gagarins rumflyvning.
Ved afslutningen af NASA's rumfærgeflyvning STS-107, der var Columbias 28. tur i rummet, desintegrerede den under sin genindtræden i Jordens atmosfære den 1. februar 2003 over Texas, hvorved hele besætningen på syv astronauter omkom.
Man har opkaldt bjergene Columbia Hills på Mars efter rumfærgen, og givet de enkelte bjerge navne efter astronauterne som Husband Hill efter Rick D. Husband.

## Konstruktion
Uden last var Columbia cirka 3600 kg tungere end de senere rumfærger. Fx var Endeavour udformet lidt anderledes og drog nytte af senere fremskridt indenfor materialeteknologi.
Columbia havde blandt andet tungere vinger og en intern luftsluse, som ikke var installeret på de andre rumfærger. Til trods for senere udbygninger af andre rumfærger var Columbia stadig den tungeste rumfærge. Den næstældste rumfærge, Challenger, var også relativt tung i forhold til de andre men var alligevel et ton lettere end Columbia.
Indvendigt var Columbia oprindeligt udstyret med katapultsæder fra Lockheed Martin – identiske med dem som findes på SR-71 Blackbird. Disse sæder var aktive på de første testflyvninger men blev deaktiveret efter STS-4 og fjernet helt efter STS-9. I stedet fik Columbia et head-up display, der var en gennemsigtig skærm, som præsenterede data uden at piloten behøvede at flytte sit synsfelt. Columbia var den eneste rumfærge, som ikke var leveret med sådant udstyr fra starten.

## Sidste mission og havariet
På sin sidste mission medbragte Columbia et hold bestående af syv astronauter: Rick Husband (kaptajn), William McCool (pilot), Michael Anderson, Laurel Clark, David Brown, den israelske astronaut Ilan Ramon, og Kalpana Chawla.
Om morgenen den 1. februar 2003 gennembrød Columbia igen Jordens atmosfære efter en 16 dage lang videnskabelig mission. NASA mistede radiokontakten til fartøjet omkring klokken 09:00 EST kun minutter før den forventede landing klokken 09:16 på Kennedy Space Center i Florida. Videooptagelser viser, at rumfærgen brød i flammer over Texas cirka 63 kilometer over jorden og ved en fart på omtrent 5,6 kilometer i sekundet.
Til undersøgelse af ulykken etableredes en særlig undersøgelseskommission Columbia Accident Investigation Board (CAIB). Konklusionen var, at et stykke isoleringsmateriale fra hoved-brændstoftanken havde revet sig løs under opsendelsen og havde beskadiget varmeskjoldet på bagbord vingeforkant. Derved havde dette stykke af vingen ikke været beskyttet mod de ekstremt høje temperaturer, pga. varme dannet af kompression af luften, da rumfærgen genindtrådte i Jordens atmosfære. Vragstumper blev fundet spredt ud over det meste af staten Texas. 
For at forhindre en gentagelse af ulykken ændrede man bl.a. rumfærgens robotarm, så besætningen efter opsendelsen var i stand til at inspicere kaklerne på undersiden med brug af et kamera monteret på armen. I tilfælde af beskadigede kakler var besætningen også i stand til at udføre mindre reparationer i rummet ved at udføre en rumvandring.
De indsamlede rester af Columbia opbevares i dag på 16. etage i Vehicle Assembly Building på Kennedy Space Center.

## Flyvninger
Columbia var tungere end sine yngre søstre og kunne ikke nå rumstationerne Mir og ISS i deres 51°-baner med en brugbar nyttelast. Den kunne heller ikke nå op til Hubble-teleskopets 600 km høje bane, før man udviklede superletvægtstanke. Columbia anvendtes derfor primært til Spacelab-missioner.
Rumfærgerne fik flyveforbud 1986-89 pga. Challenger-ulykken. 
| #  | Dato              | Mission | Kort beskrivelse af missionen.                                                        |
| -- | ----------------- | ------- | ------------------------------------------------------------------------------------- |
| 1  | 1981 12. april    | STS-1   | Jomfruflyvning.                                                                       |
| 2  | 1981 12. november | STS-2   | Testflyvning.                                                                         |
| 3  | 1982 22. marts    | STS-3   | Testflyvning.                                                                         |
| 4  | 1982 27. juni     | STS-4   | Cirrus militærsatellit.                                                               |
| 5  | 1982 11. november | STS-5   | SBS 3 og Anik C3 kommunikationssatellitter.                                           |
| 6  | 1983 28. november | STS-9   | Spacelab 1.                                                                           |
| 7  | 1986 12. januar   | STS-61C | Satcom K1 kommunikationssatellit.                                                     |
| 8  | 1989 8. august    | STS-28  | Militær satellit i Molnijakredsløb.                                                   |
| 9  | 1990 9. januar    | STS-32  | Indsamlede LDEF.                                                                      |
| 10 | 1990 2. december  | STS-35  | Astro-1.                                                                              |
| 11 | 1991 5. juni      | STS-40  | SLS-1.                                                                                |
| 12 | 1992 25. juni     | STS-50  | .                                                                                     |
| 13 | 1992 22. oktober  | STS-52  | .                                                                                     |
| 14 | 1993 26. april    | STS-55  | Spacelab D2.                                                                          |
| 15 | 1993 18. oktober  | STS-58  | SLS-2.                                                                                |
| 16 | 1994 4. marts     | STS-62  | .                                                                                     |
| 17 | 1994 8. juli      | STS-65  | IML-2.                                                                                |
| 18 | 1995 20. oktober  | STS-73  | .                                                                                     |
| 19 | 1996 22. februar  | STS-75  | .                                                                                     |
| 20 | 1996 20. juni     | STS-78  | Spacelab.                                                                             |
| 21 | 1996 19. november | STS-80  | Wake Shield Facility.                                                                 |
| 22 | 1997 4. april     | STS-83  | Afbrudt MSL.                                                                          |
| 23 | 1997 1. juli      | STS-94  | Gentagelse af STS-83.                                                                 |
| 24 | 1997 19. november | STS-87  | .                                                                                     |
| 25 | 1998 13. april    | STS-90  | Spacelab.                                                                             |
| 26 | 1999 23. juli     | STS-93  | Chandra røntgenteleskopet.                                                            |
| 27 | 2002 1. marts     | STS-109 | Hubble servicemission 3-B.                                                            |
| 28 | 2003 16. januar   | STS-107 | Spacehab vægtløs forskning, rumfærgen desintegrerede under genindtræden i atmosfæren. |

### Log
- 28 flyvninger
- 4808 kredsløb
- 300 dage i rummet.